# Office Girls
Office Girls (en chino tradicional, 小資女孩向前衝; en chino simplificado, 小资女孩向前冲; pinyin, Xiǎozī nǚhái xiàng qián chōng) es una serie de televisión taiwanesa de 2011, protagonizada por Roy Chiu, Alice Ko, James Wen, Tia Lee y Patrick Lee. 
La serie fue transmitida en televisión abierta por Taiwan Television (TTV, 台視) cada domingo a las 22:00 desde el 21 de agosto de 2011, y por el canal de cable SET Metro (三立都會台) todos los sábados a las 22:00 desde el 28 de agosto de 2011. Se grabó desde julio del 2011 en Taipéi y Taoyuan.
Fue una de las primeras series taiwanesas transmitida en Hispanoamérica, con doblaje al español, con el título Chicas de oficina.

## Sinopsis
Shen Xing Ren (Alice Ko), de 25 años, forma parte del personal del Departamento de Ventas de la Tienda Departamental Jing Shi, en Taipéi. Al comienzo de la historia, lleva cuatro años trabajando allí y es asignada a entrenar y estar a cargo de Qin Zi Qi (Roy Chiu), de 28 años, un nuevo miembro del Departamento de Ventas. Zi Qi, quien acaba de regresar de hacer un MBA en Nueva York, es el hijo de Qin Mu Bai (Shen Meng Sheng), presidente/director de Jing Shi, pero ni Xing Ren ni nadie en la oficina conoce su verdadera identidad. El padre de Zi Qi lo ha desafiado para probarle si merece heredar su emporio. Zi Qi tendrá que vivir con el bajo salario de un novato por un año, sin los lujos a los que está acostumbrado y sin poder revelar quién es en realidad.
Zi Qi, con su actitud arrogante y despilfarradora, choca inmediatamente con Xing Ren, quien es extremadamente frugal y ahorra cada centavo (al comienzo de la historia tiene 1 millón de dólares taiwaneses en su cuenta acumulados tras 4 años de trabajo), pues su sueño es comprar una casa para ella y su madre, que vive en el campo en una lugar lleno de goteras. El nuevo empleado resulta viviendo en el mismo edificio en el que residen Xing Ren y su mejor amiga Liu Yu Le (Kuo Shu-yao), quien también trabaja en Jing Shi. A Zi Qi le cuesta adaptarse a su nuevo estilo de vida, por lo que termina recurriendo a sus compañeras y vecinas. 
Por su parte, Zheng Kai Er (Tia Lee), dueña de un pasado triste y quien se desempeña como subgerente del Departamento de Mercancías de Jing Shi, sospecha y luego averigua por su cuenta que Zi Qi es el heredero del director, por lo que intenta conquistarlo. Mientras tanto, Xing Ren, con el apoyo de Zi Qi, invita al diseñador Yu Cheng Feng (James Weng), quien es ídolo suyo, a instalar un escaparate en la tienda. Merced al apoyo que se brindan en el trabajo y en la casa, Xing Ren (quien acaba obteniendo un leve ascenso) y Zi Qi empiezan a encariñarse y, a pesar de las diferencias entre ellos y de los sabotajes de Kai Er, comienzan a salir. 
Más adelante, tanto Wei Min Na (Janel Tsai), novia de Yu Cheng Feng, como Ye Hua (Lam Sau-kwan), madre de Zi Qi, regresan a Taiwán: la primera, para recomponer la relación con Yu; la segunda, para sabotear el contrato firmado entre Zi Qi y su padre. Mientras tanto, Zi Qi y Xing Ren luchan por consolidar su relación, en medio de la estrechez económica, los problemas y obligaciones laborales, y los personajes que buscan arruinar su noviazgo.

## Reparto

### Personajes principales
| Actor                | Personaje         | Personaje | Información básica y relaciones | Actor de doblaje          |
| Actor                | Español           | Chino     | Información básica y relaciones | Actor de doblaje          |
| -------------------- | ----------------- | --------- | --- | ------------------------- |
| Roy Chiu (邱澤)      | Qin Zi Qi (Jason) | 秦子奇    | Protagonista, heredero en secreto de la Tienda Departamental Jing Shi, a quien su padre hace firmar un contrato que lo compromete a trabajar como asistente en el Departamento de Ventas, para que aprenda del negocio desde abajo, y a vivir como asalariado durante un año. Se enamora de Xing Ren. | Demián Velazco Rochwerger |
| Alice Ko (柯佳嬿)    | Shen Xing Ren     | 沈杏仁    | Protagonista, empleada y luego líder de equipo del Departamento de Ventas de la Tienda Departamental Jing Shi, se enamora de Zi Qi. | Natalia Rosminati         |
| James Wen (溫昇豪)   | Yu Cheng Feng     | 余承風    | Famoso diseñador de modas internacional, ídolo de Xing Ren. | Pedro Ruiz                |
| Tia Lee (李毓芬)     | Zheng Kai Er      | 鄭凱兒    | Subgerente (después gerente) del Departamento de Mercancías/Comercio en la Tienda Departamental Jing Shi. | Sol Nieto                 |
| Janel Tsai (蔡淑臻)  | Wei Min Na (Mina) | 衛敏娜    | Supermodelo y novia de Yu Cheng Feng. | Susana Alcoba             |
| Kuo Shu-yao (郭書瑤) | Liu Yu Le (Le Le) | 劉禹樂    | Compañera y mejor amiga de Xing Ren, trabaja en el Departamento de Recursos Humanos de la Tienda Departamental Jing Shi. | Agustina Priscila         |
| Patrick Lee (李沛旭) | Shi Te Long       | 史特龍    | Gerente del Departamento de Ventas en la Tienda Departamental Jing Shi. Jefe inmediato de Xing Ren, Zi Qi, Li Cha y Mandy. Termina interesándose en Yu Le. | Marcelo Armand            |

### Tienda Departamental Jing Shi
| Actor                    | Personaje              | Información básica y relaciones |
| Shen Meng-sheng (沈孟生) | Qin Mu Bai (秦慕白)    | Director de la Tienda Departamental Jing Shi y padre de Zi Qi.                                                                                               |
| Lam Sau-kwan (林秀君)    | Ye Hua (葉華)          | Madre de Zi Qi, una de las principales accionistas de Jing Shi y exesposa de Mu Bai.                                                                         |
| Yi Lung Lu (陸一龍)      | Tu Jin Quan (涂金泉)   | Vicepresidente general de la Tienda Departamental Jing Shi.                                                                                                  |
| Lang Tzu-yun (郎祖筠)    | Fon Ren Yue (封仁月)   | Vicepresidenta de Recursos Humanos (luego vicepresidenta general) de la Tienda Departamental Jing Shi, jefa inmediata de Liu Yu Le y mano derecha de Mu Bai. |
| David Chao (趙正平)      | Hu Jian Chong (胡建中) | Gerente del Departamento de Mercancías/Comercio de la Tienda Departamental Jing Shi y jefe inmediato de Kai Er.                                              |
| Richard Rim (綠茶)       | Lu Cha (綠茶)          | Compañero de trabajo de Xing Ren en el Departamento de Ventas de la Tienda Departamental Jing Shi.                                                           |
| Blaire Chang (小8)       | Mandy (蔓蒂)           | Compañera de trabajo de Xing Ren en el Departamento de Ventas de la Tienda Departamental Jing Shi.                                                           |

### Otros personajes
| Actor                      | Personaje               | Información básica y relaciones                                                 |
| Yang Li-Yin (楊麗音)       | Zhang Shu Fang (張淑芳) | Mamá de Xing Ren. Vive en una zona rural cercana a Taipéi vendiendo pepinillos. |
| Mirza Atif Ali Baig (羅平) | Michael (麥可)          | Asistente de Yu Chen Feng. Sale temporalmente con Yu Le.                        |
| Xu Teng Fang (許騰方)      | Paul (保羅)             | Mejor amigo y polo a tierra de Zi Qi.                                           |

## Multimedia

### Banda sonora
- Canción de apertura: "不要不要" (Bu Yao Bu Yao, «¡No! ¡No!») de Genie Chuo
- Canción de cierre: "微加幸福" (Wei Jia Xing Fu, «Un poquito más de felicidad») de Yisa Yu

## Recepción

### Episodios con promedios de audiencia
| Fecha original de transmisión                                                      | Episodio #   | Nombre del episodio                                                              | Promedio | Ranking en el horario | Pico de segmento (cada 15 min) | Observación                                              |
| ---------------------------------------------------------------------------------- | ------------ | -------------------------------------------------------------------------------- | -------- | --------------------- | ------------------------------ | -------------------------------------------------------- |
| 21 de agosto de 2011                                                               | Day 1        | ¡Gané 1 000 TWD! (我賺到100萬啦！)                                               | 2.78     | 1                     |                                | Pico: 3.78                                               |
| 28 de agosto de 2011                                                               | Day 2        | ¡Escalando paso a paso! (一步一步往上爬！)                                       | 3.44     | 1                     |                                | Enfrentado al final de Love Keeps Going de CTV Pico: 4.5 |
| 4 de septiembre de 2011                                                            | Day 3        | ¡Cuidado con los ataques sorpresa! (人紅招忌 小心暗器！)                         | 3.48     | 1                     |                                | Enfrentado al estreno de Love Recipe en CTV              |
| 11 de septiembre de 2011                                                           | Day 4        | ¡Dios! ¿Dónde se metió él? (上帝啊！祢到底在哪裡？)                              | 3.72     | 1                     |                                | Enfrentado al final de Hayate the Combat Butler en FTV   |
| 18 de septiembre de 2011                                                           | Day 5        | ¡Te prometo que desde ahora comeré brócoli! (我答應妳 我以後會吃花椰菜！)        | 4.16     | 1                     |                                | Enfrentado al estreno de In Time with You en FTV         |
| 25 de septiembre de 2011                                                           | Day 6        | ¡Te prestaré mi hombro! (我的肩膀借妳靠啦！)                                     | 4.54     | 1                     |                                | Enfrentado al final de They are Flying en CTS            |
| 2 de octubre de 2011                                                               | Day 7        | ¿Será que me gusta like Qin Zi Qi? (我喜歡秦子奇？)                              | 4.40     | 1                     |                                | Enfrentado al estreno de Ring Ring Bell en CTS           |
| 9 de octubre de 2011                                                               | Day 8        | ¡Arrodíllate y discúlpate! (跪下 道歉 對不起)                                    | 4.68     | 1                     |                                |                                                          |
| 16 de octubre de 2011                                                              | Day 9        | ¿Será que me gusta like Sheng Xing Ren? (我喜歡沈杏仁？)                         | 5.17     | 1                     |                                | Pico: 6.42                                               |
| 23 de octubre de 2011                                                              | Day 10       | Amor y odio en un mundo de pasión (多情 多恨 情慾的世界)                         | 4.89     | 1                     | 5.21                           |                                                          |
| 30 de octubre de 2011                                                              | Day 11       | Tú me perteneces, pero ¿a quién le pertenezco? (你是我的 那我是誰的？)           | 5.35     | 1                     | 6.84                           |                                                          |
| 6 de noviembre de 2011                                                             | Day 12       | Que el amor verdadero no se vuelva arrepentimiento (不要讓真愛 變成遺憾)         | 5.97     | 1                     | 7.58                           | Enfrentado al final de Love Recipe en CTV                |
| 13 de noviembre de 2011                                                            | Day 13       | ¿Cómo ponerle «un poquito de felicidad» al amor? (怎麼在愛裡 微加幸福)           | 5.56     | 1                     |                                |                                                          |
| 20 de noviembre de 2011                                                            | Day 14       | Shen Xing Ren, ¡felicitaciones por ganar el primer premio! (沈杏仁 恭喜妳中頭獎) | 5.35     | 1                     |                                |                                                          |
| 27 de noviembre de 2011                                                            | Day 15       | Termales de hombres, termales de mujeres (男湯 女湯)                             | 5.05     | 1                     |                                |                                                          |
| 4 de diciembre de 2011                                                             | Day 16       | ¿Se valen las mentiras piadosas? (善意的謊言行不行？)                            | 5.05     | 1                     |                                |                                                          |
| 11 de diciembre de 2011                                                            | Day 17       | Los más trabajadores son los más guapos (認真上進的男生才最可愛)                 | 5.05     | 2                     |                                | Enfrentado al final de In Time with You en FTV           |
| 18 de diciembre de 2011                                                            | Day 18       | O es tonta o es ingenua (好傻還是好天真)                                         | 5.78     | 1                     |                                |                                                          |
| 25 de diciembre de 2011                                                            | Day 19       | ¡No me digas más mentiras! (以後不要 再對我說謊了！)                             | 5.28     | 1                     |                                |                                                          |
| 1 de enero de 2012                                                                 | Day 20       | ¡Haré algo respecto al dinero! (錢的事情 我自己想辦法！)                         | 5.87     | 1                     |                                |                                                          |
| 8 de enero de 2012                                                                 | Day 21       | ¡Objeción denegada! (反對無效！)                                                 | 5.49     | 1                     |                                |                                                          |
| 15 de enero de 2012                                                                | Day 22       | ¡Él es el heredero y futuro jefe! (他是未來公司的接班人！)                       | 6.50     | 1                     | 7.37                           |                                                          |
| No hubo transmisión el 22 de enero de 2012 debido a la Víspera del Año Nuevo Lunar |              |                                                                                  |          |                       |                                |                                                          |
| 29 de enero de 2012                                                                | Day 23       | Solo quiero a Shen Xing Ren (我只要沈杏仁)                                       | 6.74     | 1                     | 7.19                           |                                                          |
| 5 de febrero de 2012                                                               | Day 24       | Necesitas suerte para encontrar el amor (遇到相愛的人 需要運氣)                  | 6.48     | 1                     | 7.21                           |                                                          |
| 12 de febrero de 2012                                                              | Day 25 Final | Conmovedor capítulo final (感人最終回)                                           | 7.33     | 1                     | 8.04                           |                                                          |
| Promedio                                                                           | Promedio     | Promedio                                                                         | 5.12     | -                     | -                              | -                                                        |

## Emisión internacional
- Bolivia: Red Uno (2015)
- Chile: Vía X (2014)
- Ecuador: Ecuavisa (2016)
- Estados Unidos: Pasiones TV
- Japón: DATV (2012), con el título Susume! Kirameki joshi (進め!キラメキ女子)
- Hong Kong: TVB Japanese Drama (2012) y HD Jade (2015)
- Malasia: Astro Shuang Xing (2012)
- Panamá: SERTV (2017)
- Singapur: E City (2011)